# 加藤千一
加藤 千一（かとう せんいち、1893年（明治26年）11月4日 - 1981年（昭和56年）8月20日）は、日本の政治家。愛知県守山市長。

## 来歴
現在の愛知県瀬戸市生まれ。瀬戸窯業専門学校、名古屋高等工業学校卒。大倉孫兵衛・和親父子が設立した日本陶器合名会社大倉製陶研究所に所属していたが、同研究所が九州に移転する際、加藤は愛知に残った。陶磁器絵付師の杉村作太郎に招かれ、1916年、愛知県瀬戸市に設立された合資会社杉村組で工場長を務める。その後採算が取れなくなり、東京紙器社長の松井氏より紹介された、東京財界有力者の星野錫とともに、1917年、名古屋市北区に移転し設立された中央窯業株式会社で工場長を務める。その後、同社は1920年に名古屋製陶所に吸収され、山田工場長として勤務する。商工省の委嘱により、窯業研究のため、渡米する。1935年、名古屋製陶所経営陣と意見が合わず、名古屋市守山区に合資会社加藤製陶所を設立する。
1947年守山町長選挙に立候補し当選する。1951年に再選。守山町は1954年に市制施行したため、守山市長となった。市長は1955年まで務めた。1968年に勲五等双光旭日章を受章した。